# Thomsonita
La thomsonita es una serie de minerales de la clase de los tectosilicatos, y dentro de esta pertenecen al llamado “grupo de las zeolitas”.

## Especies minerales
La serie de solución sólida de la thomsonita viene determinada entre los dos extremos aceptados como minerales válidos:
- Thomsonita-Ca, de fórmula NaCa2(Al5Si5)O20·6H2O.
- Thomsonita-Sr, de fórmula NaSr2Al5Si5O20·6-7H2O.

La thomsonita-Ca fue descubierta en 1820 en Dunbartonshire, en Escocia (Reino Unido), siendo nombrada así en honor de Thomas Thomson, químico escocés; la thomsonita-Sr fue descubierta en el año 2000 en Rusia. Sinónimos poco usados de la primera son: bagotita, carfostilbita, echellita, lintonita, ozarkita o tonsonita, mientras que el único sinónimo de la thomsonita-Sr es su clave: IMA2000-025.

## Características químicas

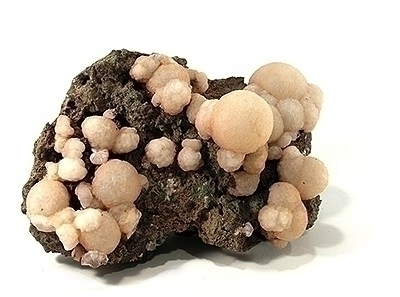
Thomsonita-Ca esferulítica.

Son aluminosilicatos hidratados de sodio, con cationes de calcio o estroncio cuya sustitución gradual de uno por otro va dando los distintos minerales de la serie.
Además de los elementos de su fórmula, suele llevar como impureza potasio.

## Formación y yacimientos
La thomsonita-Ca aparece en el interior de cavidades en lavas de basalto, así como en forma de cemento en rocas areniscas. La thomsonita-Sr se encontró en vetas hidrotermales cortando un dique de pegmatita con natrolita.
Suele encontrarse asociado a otros minerales como: otras zeolitas, calcita, prehnita, datolita o cuarzo.